# Тіарно-ді-Сопра
Тіарно-ді-Сопра (італ. Tiarno di Sopra) — колишній муніципалітет в Італії, у регіоні Трентіно-Альто-Адідже,  провінція Тренто. У 2010 році муніципалітет об'єднали разом з муніципалітетами Беццекка, Кончеї, П'єве-ді-Ледро, Моліна-ді-Ледро і Тіарно-ді-Сотто, у єдиний муніципалітет Ледро.
Тіарно-ді-Сопра було розташоване на відстані близько 470 км на північ від Рима, 45 км на південний захід від Тренто.
Населення — 1074 осіб (2009).
Щорічний фестиваль відбувається 29 червня. Покровитель — Петро (апостол).

## Демографія
Населення за роками:
Станом на 31 грудня 2009 року в муніципалітеті офіційно проживав 121 іноземець з 14 країн, серед них 14 громадян країн Євросоюзу.

## Сусідні муніципалітети
- Беццекка
- Бондоне
- Борго-Кєзе
- Магаза
- Моліна-ді-Ледро
- Сторо
- Тіарно-ді-Сотто
- Тремозіне